# Square (émission de télévision)
Square est une émission de télévision présentée en alternance par Vincent Josse ou Anja Höfer et diffusée chaque semaine le dimanche midi sur Arte du 14 janvier 2012 au 21 septembre 2013. C'est une émission culturelle recevant un invité unique à chaque numéro afin de parler de son actualité et de sa carrière dans un cadre extérieur choisi par celui-ci.

## Présentation
L'émission propose à un artiste un entretien dans un lieu de son choix afin de dialoguer avec le présentateur (en alternance Vincent Josse ou Anja Höfer) de certains aspects de sa carrière ainsi que de son actualité,. L'émission est enregistrée en général en extérieur et l'habillage musical est laissé au choix de l'invité qui suggère des musiciens ou chanteurs.
Après une programmation durant deux saisons, la dernière émission consacrée à Bernardo Bertolucci, initialement prévue pour juillet 2013 mais retardée à la suite d'un décalage, est diffusée le 21 septembre 2013. Les anciens numéros de Square sont ensuite rediffusés durant la période 2013-2014.

## Liste des émissions
| no | Date              | Invité                                     | Lieu de tournage                                                                                           |
| -- | ----------------- | ------------------------------------------ | --- |
| 1  | 14 janvier 2012   | Alaa al-Aswani                             | Le Caire                                                                                                   |
| 2  | 21 janvier 2012   | Thomas Ostermeier                          | Moscou |
| 3  | 28 janvier 2012   | Angelin Preljocaj                          | Suresnes Cités Danse à Suresnes                                                                            |
| 4  | 4 février 2012    | Volker Schlöndorff                         | Le Rhin à Berlin                                                                                           |
| 5  | 18 février 2012   | Mike Leigh                                 | Soho à Londres                                                                                             |
| 6  | 25 février 2012   | Agnès Varda                                | Quai A et la Pointe courte de Sète                                                                         |
| 7  | 3 mars 2012       | Ágnes Heller                               | Budapest                                                                                                   |
| 8  | 10 mars 2012      | Edouard Limonov                            | Galerie Tretiakov à Moscou                                                                                 |
| 9  | 17 mars 2012      | Sasha Waltz                                | Berlin |
| 10 | 24 mars 2012      | Daniel Pennac                              | Jardin des Plantes de Paris et les éditions Gallimard                                                      |
| 11 | 31 mars 2012      | Yórgos Lánthimos                           | Place Syntagma à Athènes                                                                                   |
| 12 | 7 avril 2012      | Liao Yiwu                                  | Musée Martin-Gropius Bau à Berlin                                                                          |
| 13 | 14 avril 2012     | Dominique A                                | Le Trianon et le parc de Belleville à Paris                                                                |
| 14 | 21 avril 2012     | Danièle Sallenave                          | Le Grand Palais à Paris                                                                                    |
| 15 | 28 avril 2012     | Sandra Hüller                              | Université Humboldt de Berlin                                                                              |
| 16 | 5 mai 2012        | Claudio Magris                             | Trieste |
| 17 | 12 mai 2012       | Monika Maron                               | Berlin |
| 18 | 19 mai 2012       | Tony Cragg                                 | Jardin de sculpture de Wuppertal                                                                           |
| 19 | 26 mai 2012       | Albert Dupontel                            | Basilique du Sacré-Cœur à Paris                                                                            |
| 20 | 2 juin 2012       | Ulrich Seidl                               | Kammerspiele de Munich                                                                                     |
| 21 | 9 juin 2012       | Orhan Pamuk                                | Istanbul                                                                                                   |
| 22 | 16 juin 2012      | Christian Lacroix                          | Arles |
| 23 | 17 juin 2012      | Daniel Hope                                | Heiligendamm                                                                                               |
| 24 | 24 juin 2012      | Boualem Sansal                             | Paris |
| 25 | 1er juillet 2012  | Denis Lavant                               | Académie Fratellini à Saint-Denis                                                                          |
| 26 | 8 juillet 2012    | Sophie Calle                               | Église des Célestins à Avignon                                                                             |
| 27 | 15 juillet 2012   | Christophe Honoré                          | Rostrenen et Avignon                                                                                       |
| 28 | 9 septembre 2012  | Philippe Djian                             | Arcangues                                                                                                  |
| 29 | 16 septembre 2012 | Antonio Lobo Antunes                       | Rua Conde Redondo à Lisbonne                                                                               |
| 30 | 23 septembre 2012 | Peter Lindbergh                            | Milan |
| 31 | 30 septembre 2012 | Rudy Ricciotti                             | Département des arts islamiques au Louvre et chantier du MuCEM à Marseille                                 |
| 32 | 7 octobre 2012    | Martina Gedeck                             | Studios Babelsberg à Potsdam                                                                               |
| 33 | 14 octobre 2012   | Isabelle Huppert                           | Hôtel du 6e arrondissement de Paris                                                                        |
| 34 | 21 octobre 2012   | Ken Loach                                  | Clerkenwell à Londres                                                                                      |
| 35 | 28 octobre 2012   | Zaha Hadid                                 | Bâtiment Pierres-Vives à Montpellier                                                                       |
| 36 | 4 novembre 2012   | JR                                         | Hell's Kitchen, High Line et Cobble Hill à New York                                                        |
| 37 | 11 novembre 2012  | Raimund Hoghe                              | Complexe Zollverein d'Essen                                                                                |
| 38 | 18 novembre 2012  | Jean-Louis Trintignant                     | Mairie de Coutances                                                                                        |
| 39 | 25 novembre 2012  | Jacques Tardi                              | Environs de la place Gambetta à Paris                                                                      |
| 40 | 2 décembre 2012   | Fatih Akin                                 | Bar et cinéma Zeise de Hambourg                                                                            |
| 41 | 9 décembre 2012   | Hiam Abbass                                | Bir Zeit et son université près de Ramallah                                                                |
| 42 | 16 décembre 2012  | Tomi Ungerer                               | Musée des Arts forains à Paris                                                                             |
| 43 | 6 janvier 2013    | Laetitia Casta                             | Usine désaffectée à Ivry-sur-Seine                                                                         |
| 44 | 6 janvier 2013    | Margarethe von Trotta                      | Studios Arri et Museum Brandhorst de Munich                                                                |
| 45 | 20 janvier 2013   | Ingrid Caven                               | Plage et hôtel des Roches-Noires de Trouville-sur-Mer                                                      |
| 46 | 22 janvier 2013   | Daniel Cohn-Bendit                         | Émission spéciale pour le 50e anniversaire du Traité de l'Élysée Ostpark et Ostend à Francfort-sur-le-Main |
| 47 | 27 janvier 2013   | Zep                                        | Domicile d'Aïre à Genève                                                                                   |
| 48 | 3 février 2013    | Robert Carsen                              | Opéra de Strasbourg                                                                                        |
| 49 | 10 février 2013   | Wong Kar-wai avec Tony Leung et Zhang Ziyi | Hôtel Park Hyatt Paris-Vendôme                                                                             |
| 50 | 17 février 2013   | Ulrich Matthes                             | Deutsches Theater de Berlin                                                                                |
| 51 | 24 février 2013   | Pierre Soulages                            | Atelier dans le 5e arrondissement de Paris                                                                 |
| 52 | 3 mars 2013       | Paul Smith                                 | Covent Garden de Londres                                                                                   |
| 53 | 10 mars 2013      | Jean Rochefort avec Aida Folch             | Domicile dans le 7e arrondissement de Paris                                                                |
| 54 | 17 mars 2013      | Elger Esser                                | Atelier Esser à Düsseldorf                                                                                 |
| 55 | 24 mars 2013      | Amos Oz                                    | Arad en Israël                                                                                             |
| 56 | 31 mars 2013      | Peter Stein                                | Théâtre de l'Odéon à Paris                                                                                 |
| 57 | 7 avril 2013      | Marco Bellocchio                           | Basilique Sant'Agnese fuori le Mura à Rome                                                                 |
| 58 | 14 avril 2013     | Lyonel Trouillot                           | Delmas en Haïti                                                                                            |
| 59 | 21 avril 2013     | Michel Gondry                              | Appartement de Boris Vian (cité Véron) et square Louise-Michel à Paris                                     |
| 60 | 28 avril 2013     | Frederik Mey                               | Hamburger Bahnhof de Berlin-Moabit                                                                         |
| 61 | 5 mai 2013        | Benjamin Millepied                         | Los Angeles                                                                                                |
| 62 | 12 mai 2013       | Christine Schäfer                          | Konzerthaus, Gendarmenmarkt et Tiergarten à Berlin                                                         |
| 63 | 19 mai 2013       | James Gray                                 | quartier Melrose de Los Angeles                                                                            |
| 64 | 26 mai 2013       | Asghar Farhadi                             | Canal Saint-Martin à Paris                                                                                 |
| 65 | 2 juin 2013       | Jean-François Sivadier                     | Théâtre de l'Odéon et jardin du Luxembourg à Paris                                                         |
| 66 | 9 juin 2013       | Anish Kapoor                               | Bureaux et ateliers à Londres                                                                              |
| 67 | 16 juin 2013      | Isabella Rossellini                        | Jardin des Plantes de Paris                                                                                |
| 68 | 23 juin 2013      | Ralf König                                 | Atelier et Stadtgarten à Cologne                                                                           |
| 69 | 30 juin 2013      | Stanislas Nordey                           | Jardin du Palais-Royal à Paris                                                                             |
| 70 | 7 juillet 2013    | Patrice Chéreau                            | Grand Théâtre de Provence à Aix-en-Provence                                                                |
| 71 | 21 septembre 2013 | Bernardo Bertolucci                        | Domicile à Rome                                                                                            |